# Municipio de Xalpatláhuac
El municipio de Xalpatláhuac es uno de los 85 municipios del estado mexicano de Guerrero, ubicado al oriente de este, en la región de la La Montaña. Su cabecera municipal es la población de Xalpatláhuac.

## Geografía

### Localización y extensión
El municipio de Xalpatláhuac se localiza al oriente del estado de Guerrero, en la región geoeconómica de La Montaña; las coordenadas geográficas en las que se ubica son 17° 20′ y 17° 29′ de latitud norte y entre los 98° 39′ y 98° 30′de longitud oeste respecto del meridiano de Greenwich. El municipio posee una extensión territorial total que abarca los 393.60 km² lo que representa un 0.62% con respecto a la superficie total del estado. Sus límites territoriales son al norte con el municipio de Tlapa de Comonfort, al sur con Atlamajalcingo del Monte, al oeste con Copanatoyac y al este con Tlapa de Comonfort.

### Orografía e hidrografía
Xalpatláhuac se localiza en una zona muy accidentada pues una gran parte de su superficie, un 80%, está cubierto por este tipo de zonas; destacan los cerros de El Pájaro y el Cuaximaloya. Las áreas semiplanas abundan en un 15% y las planas tan solo con un 10%. La población de Xalpatláhuac, cabecera municipal, se ubica a una altura considerable de 1.540 metros sobre el nivel del mar mientras que la localidad de Quiahuitlatzala es el sitio con más altura en el municipio con 2.130 m s. n. m. y Tlayahualco el sitio con menos altura al estar a 1.100 m s. n. m.
El municipio se integra en la región hidrológica del Balsas y su principal recurso hídrico es la cuenca del río Tlapaneco. Otros recursos hídricos de importancia son el río Chiquito, que posee caudal permanente y gran diversidad de afluentes del mismo y arroyos como el Oxtocamac.

### Climatología
En el municipio predominan dos tipos de clima, uno es el Semicálido subhúmedo con lluvias en verano en la zona norte y poniente y el Semiseco muy cálido y cálido en la zonas centro, sur y oriente. Con esta ligera variación de clima, el régimen de lluvias se manifiesta moderado con 1000 mm promedio anual. Las lluvias se presentan entre los meses de junio y septiembre, siendo agosto y septiembre los meses con más diluvio. La temperatura media anual promedio en el territorio es predominante entre los 18 a 22 °C y en pequeñas porciones territoriales hacia el norte asciende entre los 22 a 26 °C.

### Vegetación y ecosistemas
El municipio tiene una gran variedad de ecosistemas, la Selva Baja Caducifolia cubre gran parte del territorio y el de otros municipios colindantes. Por otro lado, existen algunos puntos donde existen pastizales y se da la agricultura de temporal y de riego. Los bosques de tipo encino son predominantes en la región de la Montaña y en el territorio municipal se pueden observar hacia su zona oriente ejemplares que van desde los 5 a 30 m de altura.
La fauna que abunda en Xalpatláhuac se compone por diversas especies como el armadillo, conejo, liebre, venado, jabalí, iguana, gato montés, tigrillo, lobo, coyote, zorro, culebras, tejón, araña capulina, escorpión, palomas, zopilote, colibrí, entre otros.

## Demografía
Según el II Conteo de Población y Vivienda que realizó el Instituto Nacional de Estadística y Geografía (INEGI) en el año 2005, el municipio de Xalpatláhuac contaba hasta ese entonces con un total de 12 615 habitantes, de dicha cantidad, 5 962 eran hombres y 6 653 eran mujeres. El municipio tiene un total de 16 localidades incluida la cabecera municipal, de ellas, solo la cabecera municipal es mayor a los 2.500 habitantes.

### Localidades
En el censo de 2020 el municipio de Xalpatláhuac contaba con 26 localidades.
| Código INEGI    | Localidad                         | Población (2020) |
| --------------- | --------------------------------- | ---------------- |
| 120690001       | Xalpatláhuac                      | 4 406            |
| 120690003       | Cahuatache                        | 1 323            |
| 120690005       | Igualita                          | 941              |
| 120690009       | San Nicolás Zoyatlán              | 766              |
| 120690006       | Xilotepec                         | 737              |
| 120690004       | Cuba Libre                        | 723              |
| 120690015       | Zacatipa                          | 606              |
| 120690007       | Santa María Guadalupe el Platanar | 558              |
| 120690014       | Yerba Santa                       | 450              |
| 120690011       | Tlaxco                            | 394              |
| 120690010       | Tlacotla                          | 265              |
| 120690008       | Quiahuitlatzala                   | 191              |
| 120690012       | Tlayahualco                       | 179              |
| 120690002       | San Martín Amatitlán              | 111              |
| 120690029       | Colonia Axochiapan                | 68               |
| 120690013       | San Martín la Victoria            | 65               |
| 120690030       | La Reforma                        | 40               |
| 120690021       | El Mezquite                       | 36               |
| 120690024       | Cerro de los Paredones            | 25               |
| 120690036       | Zoyatepec                         | 20               |
| 120690027       | Tecuanextoc                       | 13               |
| 120690035       | Tlalijcuilulco                    | 12               |
| 120690023       | Axuxuca                           | 11               |
| 120690032       | Burrotlateltia                    | 10               |
| 120690028       | Tlaminca                          | 8                |
| 120690031       | Achichipico                       | 8                |
| Total municipal | Total municipal                   | 11 966           |

## Política y gobierno

### Administración municipal
El gobierno del municipio de Xalpatláhuac es conformado por un ayuntamiento, órgano encargado de la administración municipal. El ayuntamiento lo compone un presidente municipal, y un cabildo que es conformado por un síndico procurador, tres regidores de mayoría relativa y dos más por representación proporcional. Todos sus miembros son electos democráticamente mediante una planilla única para un periodo de tres años no renovables para el periodo inmediato por los pobladores que residen en el territorio municipal; las elecciones se celebran el primer domingo del mes de octubre y el ayuntamiento entra a ejercer su cargo el día 1 de enero del año de posterior a la elección. Actualmente el municipio es gobernado por el Partido Movimiento Ciudadano (MC) luego de haber triunfado en las elecciones estatales de 2024.

### Representación legislativa
Para la elección de los diputados locales al Congreso de Guerrero y de los diputados federales a la Cámara de Diputados de México, Xalpatláhuac se encuentra integrado en los siguientes distritos electorales:
Local:
- XXVII Distrito Electoral Local de Guerrero con cabecera en la población de Tlapa de Comonfort.[15]

Federal:
- V Distrito Electoral Federal de Guerrero con cabecera en la población de Tlapa de Comonfort.[16]

### Cronología de presidentes municipales
| Período   | Presidente municipal            |
| --------- | ------------------------------- |
| 1969-1971 | Faustino Tapia Barrera          |
| 1972-1974 | Víctor Lozada Cortés            |
| 1975-1977 | Rosalino Sánchez Martínez       |
| 1978-1980 | Efrén Bravo Espinoza            |
| 1981-1983 | Conrrado Tapia Barrera          |
| 1984-1986 | Nicolás Barrera Simón           |
| 1987-1989 | Quirino Ortega Simón            |
| 1990-1993 |                                 |
| 1993-1996 | Edmundo Delgado Gallardo        |
| 1996-1999 | Pedro Morán Malgarejo           |
| 1999-2002 | Delfino Ortega Cortez           |
| 2002-2005 | Alfredo Lozada Zurita           |
| 2005-2008 | Leonardo García Santiago        |
| 2009-2012 | Zeferino Lorenzo de Jesús       |
| 2012-2015 | Brijido Lorenzo de Jesús        |
| 2015-2021 | René Rosendo Larios Rosas (PRI) |
| 2021-2024 | Selene Sotelo Maldonado (PRI)   |
| 2024-     | Ramón Lorenzo Cárdenas (MC)     |